# Андре Штайнер
Андре Штайнер (нім. André Steiner, 8 лютого 1970) — німецький академічний веслувальник.
Олімпійський чемпіон 1996 року в складі парної четвірки.
Чемпіон світу 1993 року в складі парної четвірки, срібний призер 1995 року в складі парної двійки, бронзовий призер 1991 (парні двійки), 1994 (парні четвірки) років.